# 雅恩埃里克·德·蘭利
雅恩埃里克·德·蘭利（挪威語：Yann-Erik de Lanlay；1992年5月14日—）是一位挪威足球運動員。在場上的位置是攻擊型前鋒。他現在效力於挪威足球超級聯賽球隊罗森博格足球俱乐部。他也代表挪威國家足球隊參賽。